# Eparquia de Palghat
A Eparquia de Palghat (Latim:Eparchia Palghatensis) é uma eparquia pertencente a Igreja Católica Siro-Malabar com rito Siro-Malabar. Está localizada no município de Palghat, no estado de Querala, pertencente a Arquieparquia de Thrissur na Índia. Foi fundada em 27 de junho de 1974 pelo Papa Paulo VI. Com uma população católica de 59.930 habitantes, sendo 2,0% da população total, possui 89 paróquias com dados de 2020.

## História
Em 27 de junho de 1974 o Papa Paulo VI cria a Eparquia de Palghat através do território da Eparquia de Thrissur. Em 2010 a Eparquia de Palghat perde território para a formação da Eparquia de Ramanathapuram. Desde sua fundação em 1974 pertence a Igreja Católica Siro-Malabar, com rito Siro-Malabar.

## Lista de eparcas
A seguir uma lista de eparcas desde a criação da eparquia em 1974.
|                    | Nome                | Período            | Notas              |
| Eparcas de Palghat | Eparcas de Palghat  | Eparcas de Palghat | Eparcas de Palghat |
| ------------------ | ------------------- | ------------------ | ------------------ |
| 3º                 | Peter Kochupurackal | 2022 - atual       |                    |
| 2º                 | Jacob Manathodath   | 1996 - 2022        |                    |
| 1º                 | Joseph Irimpen      | 1974 - 1994        |                    |